# درامر

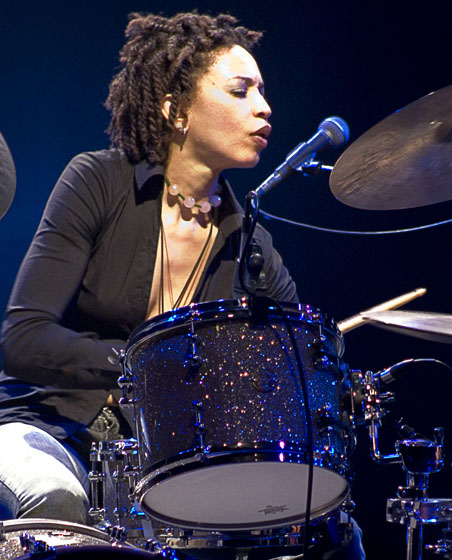
سیندی بلکمن یکی از درامرهای معروف در جهان

طبل‌زن یا درامر (به انگلیسی: Drummer) به کسی می‌گویند طبل را می‌نوازد. اکثر گروه‌های موسیقی غربی معاصر اعم از راک، پاپ، جاز و غیره از یک طبل‌زن کمک می‌گیرند. وسایل این طبل‌زن‌ها عموماً درام، سنج و چوبک طبل است.